# پیشینه کشاورزی در ایران
ایران از نخستین کشورهای جهان است که در آن کشاورزی و زراعت آغاز گردیده‌است و انسان اولیه برای اولین بار در فلات ایران به کشت و آبیاری و پرورش دام مشغول شده‌است. مهاجرت آریایی‌ها بیشتر در جستجوی چراگاه‌های جدید نبوده بلکه مهاجرتی دهقانی و در جستجوی زمین بهتر برای کشاورزی بوده‌است. حفاری‌هایی که در حوالی کاشان انجام شده، نشان می‌دهد که در شش هزار سال گذشته ایرانی‌ها سامانه کشاورزی پیشرفته‌ای داشته‌اند. در حفاری‌های نقاط گوناگون ایران مشخص گردیده که در حدود ۳۳۰۰ سال پیش از میلاد درخت را در ری، کاشان و دامغان به طرز مشابهی نقاشی می‌کرده‌اند و بنابراین در آن زمان از لحاظ باغبانی میان نقاط مختلف ایران رابطه برقرار بوده‌است. آیین زرتشت به کشاورزی اهمیت فراوان داده و در اوستا آمده‌است که سومین جایی که زمین شادمانترین است آنجاست که کسانی از خداپرستان بیشترین غله را کشت کنند و بیشترین گیاه و میوه را بکارند.

## دوره هخامنشیان
در دوره هخامنشیان در قرن اول پیش از میلاد، ایرانی‌ها همه درختان میوه‌ای که در یونان کشت می‌شده (به استثنای زیتون) کشت می‌کرده‌اند. گزنفون از قول سقراط نقل کرده‌است که در دوره هخامنشیان باغ‌هایی در ایران وجود داشته که آن‌ها را پارادیس یا پردیس (این واژه در زبان‌های رایج اروپایی به معنای بهشت است) می‌نامیدند و در آنجا درختان از نظر قد مساوی و روی خطوط موازی کشت شده و با چرخ چاه‌های عظیمی که به وسیله گاو چرخانده می‌شدند آبیاری می‌شدند. از میوه‌های مهم آن دوره می‌توان خرما، انگور و انجیر را نام برد.

## هجوم اسکندر و بازسازی دوباره توسط اردشیر بابکان
با هجوم اسکندر کشاورزی ایران رو به زوال گذاشت و بسیاری از مزارع از بین رفت و این وضع تا زمان به حکومت رسیدن اردشیر بابکان ادامه یافت. ساسانیان به بازسازی قنات‌ها و تشویق و گسترش کشاورزی، باغبانی و دامپروری پرداختند. پتروشفسکی هم در کتاب پهاوی بوندهشن که مربوط به زمان ساسانیان است و امروزه آن را بندهشن می‌نامیم به کشت انواع میوه مانند پرتقال، سیب، انگور، خرما، به، لیمو، انار، هلو، فندق، سنجد، بادام، توت، گلابی، پسته، زردآلو، گردو، شاه بلوط و نیز انواع سبزی و گل مانند تره تیزک، تره، گشنیز، خیار، نرگس، یاسمن، نسترن، لاله، بنفشه، همیشه بهار، گل سرخ و گل زعفران اشاره کرده‌است.

## حکومت اعراب
از عوامل تضعیف کشاورزی در آن دوران می‌توان به تخریب زیرساخت‌های آبیاری (که عموماً به دلیل عدم رسیدگی به تأسیسات نابود می‌شدند)، تخریب زمین‌های کشاورزی (که معمولاً به موجب چرای دام‌های اعراب از بین می‌رفتند) اشاره کرد.

### بنی امیه
در دوره امویان از عمده دلایل زوال در این دوره تأثیر اعراب بر اقتصاد کشاورزی بود. با تسلط اعراب به ایران نظام اقتصادی که تا آن زمان بر ایران مسلط بود دگرگون گشت، اعراب طبقات اجتماعی را تغییر دادند و با این تغییر ساختار موجب شدند تا افراد مالیات کمتری به دولت بپردازند و در نتیجه باعث کاهش درآمدهای دولت شدند. تأثیر دیگر حمله اعراب مهاجرت گروه‌هایی بود که اسلام را نپذیرفته بودند، این افراد به همراه خود امکانات مالی و تولیدی ای را که اندوخته بودند به همراه بردند.

### عبّاسیان
در دوره خلافت عباسیان، زمان بنی عباس و پس از آن در زمان حکومت‌های محلی کشاورزی پیشرفت کرد.

## حکومت‌های محلی

### طاهریان
طاهر ذوالیمینین از طاهریان قانونی در جهت بهبود وضع آبیاری و افزایش محصولات کشاورزی تصویب کرد، ولی این وضع دیری نپایید و با مرگ طاهر این دوران پایان یافت و به دلیل کوتاه بودن این دوره تغییرات مطلوبی ایجاد نشد.

### دوره دیلمیان
در دوره دیلمیان باغبانی ایران به حداکثر گسترش خود رسید و برای نخستین بار پرورش مرکبات در اطراف دریای خزر آغاز گردید. در این دوره برخی از انواع سبزی مثل مارچوبه و گل کلم به مقدار فراوان در ایران زراعت می‌شدند اما بعدها کشت آن‌ها منسوخ شد.

## استیلای مغول
در اثر یورش مغول‌ها، باغبانی نیز از رونق افتاد و وضع بدین منوال بود تا آنکه غازان خان تیموری در اواخر قرن هفتم و اوایل قرن هشتم هجری قمری به توسعه کشاورزی پرداخت. در قلمرو او انواع درختان میوه و سبزی‌ها در تمام نقاط کشت می‌شدند و باغبانی آن قدر رونق داشت که از اصفهان انواع میوه به هندوستان و آسیای صغیر و از کرمان خرما به سایر کشورها صادر می‌شد. در این دوره اقلید و سورمق مرکز تولید برگه زردآلو و خراسان ناحیه با ارزشی برای پرورش انواع میوه به‌شمار می‌آمد. از زمان غازان خان حدود سال ۷۰۰ هجری قمری کتابی به نام کتاب در علم فلاحت و زراعت که نویسنده آن ناشناس است باقی‌مانده که در سال ۱۳۲۳ هجری قمری توسط عبدالغفار نجم‌الدوله با چاپ سنگی منتشر شده‌است. در کتاب مورد اشاره که دارای بخش‌های گوناگون است دربارهٔ نگهداری بذرها، غلات و اینکه کدام درخت و گیاه از بذر می‌روید و کدام را باید به صورت نهال کاشت و همچنین خواص انگور، درختان میوه دار و بی‌ثمر، انواع گیاهان زینتی و کود صحبت شده و به هر گیاهی، فصلی اختصاص یافته‌است. نویسنده در این کتاب به مشاهدات، تجارب و امتحان خویش در قلمه زدن، پیوند زدن انواع درختان میوه دار و بی‌ثمر، بذرافشانی، نهال‌کاری و غرس درختان پرداخته و چنین بر می‌آید که بشخصه آزمایش‌های زیادی در کشاورزی انجام داده‌است.
دانشمندان این سرزمین در خلال مطالعه دربارهٔ ویژگی دارویی گیاهان به امور کاملاً فنی نیز می‌پرداختند و دستگاه‌هایی برای بهره‌برداری از آب تهیه دیدند که از آن جمله می‌توان چرخ چاه خودکار را نام برد.

## صفویان
با آغاز فرمانروایی صفویان، بار دیگر کشاورزی در ایران رونق گرفت. هر چند که با وجود تمام کوشش‌ها حتی در زمان شاه عباس نیز به رونق پیش از حمله مغول نرسید. در این دوره در تمام ایران درختان میوه به‌ویژه زرد آلو، به، انار، بادام و انگور کشت می‌شدند. کشت خرما در خوزستان، فارس، کرمان و سیستان انجام می‌شد و خرمای ایران به ویژه خرمای جهرم، بهترین خرمای جهان به‌شمار می‌آمد و مقدار فراوانی از آن به هندوستان صادر می‌شد. کشت مرکبات و زیتون در مازندران و خوزستان معمول بوده‌است. در این دوره خرمای کرمان، پیاز خراسان، انار یزد و شیراز و نیز پرتقال مازندران به خارج صادر می‌شده‌است. اوژن فلاندن (به فرانسوی: Eugène Flandin) که در آن دوره به ایران آمده در سفرنامه خود می‌نویسد که کشاورزی ایران مانند کشاورزی اروپا است.
از زمان صفویان نیز کتاب‌های کشاورزی متعددی باقی مانده‌است که مهم‌ترین آن‌ها ارشاد الزراعه تألیف فاضل هروی در سال ۹۲۱ هجری قمری است که در سال ۱۳۲۳ هجری قمری توسط عبدالغفار خان نجم الدوله با چاپ سنگی منتشر گشته‌است.

## دوره قاجار
بعد از صفویان حکمرانان هر کدام بر حسب قدرت و ضعف خود اثراتی بر روی کشاورزی ایران داشتند که روی هم رفته اثرات منفی بیشتر بود. نخستین جنبش به سوی کشاورزی نوین در زمان صدارت امیرکبیر به وجود آمد. او با وارد کردن انواع بذرهای اصلاح شده با کارشناسان خارجی هم قراردادهایی منعقد ساخت و کشاورزی ایران را به سوی پیشرفت حرکت داد. در اوایل قرن چهاردهم هجری قمری با تأسیس اولین مدرسه کشاورزی ایران به نام مدرسه فلاحت مظفری و وارد کردن سیب زمینی و انواع نهال‌های میوه به خصوص سیب و گیلاس از خارج باغبانی ایران گسترش بیشتری یافت و سپس با ایجاد مدارس متوسطه، عالی و دانشکده‌های کشاورزی مؤسسه اصلاح و تهیه بذر و نهال و غیره به وضع کنونی درآمد.

## دوره پهلوی
در دورهٔ رضاشاه، پا به پای پیشرفت‌های صنعتی، اجرای برنامه‌های گسترش بخش کشاورزی و دامداری ایران نیز انجام شد. کشاورزی سنتی ایران، برای نخستین‌بار مکانیزه شد و اصول کار وارد آن شد. هرچند که مکانیزه‌شدن کشاورزی، در دورهٔ نخست سراسری نبود و تنها در نقاطی خاص روی داده‌است. شبکه‌های آبیاری، بندها و مهارسازی آب، کمک کرد تا سطح کشاورزی در همهٔ نقاط این کشور، به ویژه در استان‌های آذربایجان، خراسان، کردستان، کرمانشاه، گرگان، گیلان، مازندران و اطراف تهران تا چندین برابر افزایش یابد. با استخدام کارشناس‌هایی خارجی و خرید ماشین‌آلات کشاورزی، تولید محصولات وابسته در ایران، بیشتر و بهتر گردید.
صنایع وابسته به کشاورزی همانند بافندگی، برنج‌کوبی، پنبه‌پاک‌کنی، کنف‌سازی، نخ‌ریسی، روغن‌کشی، لبنیات، کنسور و کمپوت‌سازی، توتون و تنباکو، آب‌میوه و شراب‌سازی و سیگار نیز ایجاد شدند که افزون بر مصرف درون ایران، بخشی نیز به کشورهایی چون آلمان صادر می‌شد. برای بخش آموزشی نیز، دانشکده‌های کشاورزی، دامپروری و دام‌پزشکی بنیان‌گذاری شدند و نخستین سازمان‌های وابسته در ایران، پدید آمدند. سازمان‌های حفظ جنگل و حیوانات، پرورش و صید ماهی، دامداری، اصلاح بذر و غیره ایجاد شدند و در مدت کوتاهی انواع محصولات کشاورزی در ایران کشت شدند و میزان قابل توجهی نیز به صادرات اختصاص یافت. با تشکیل شدن سازمان شیلات و گسترش بخش وابسته به ابریشم، درآمد قابل توجهی نصیب ایران شد. در دوران رضاشاه، ایران دارای یک زیربنای صنعتی و کشاورزی واقعی شد و در تولید بیشتر مواد مصرفی و مواد خوراکی به خودکفایی رسید. این زیرساخت کمک کرد تا در دوران شاه بعدی نیز دست کم تا ابتدای دههٔ ۱۳۴۰، ایران واردکنندهٔ هیچگونه محصول کشاورزی نباشد و این کشور همهٔ غذای خود را، خود به تولید می‌رساند.
در دورهٔ محمدرضا پهلوی، شاه تصمیم گرفت با اجرای اصلاحات ارضی تحولاتی به خصوص در زمینه کشاورزی پدیدآورد. بر اساس این طرح مقرر گشت تغییرات اساسی در میزان و نحوه مالکیت اراضی به ویژه اراضی کشاورزی و مراتع به منظور افزایش بهره‌وری عمومی جامعه پدید آید و زمین‌های کشاورزی بین اهالی ۱۸۰۰۰ روستایی تقسیم شوند.

## جمهوری اسلامی

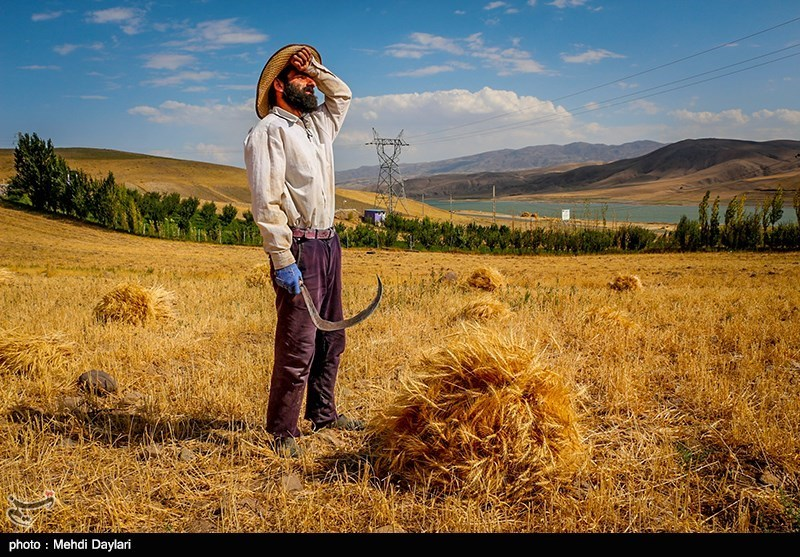
یک کشاورز ایرانی در سال ۱۳۹۶

ایران در زمینه کشاورزی و باغداری، در خصوص برخی تولیدات دارای رتبه‌های بالایی است. بنا بر آمار سال ۲۰۰۷، این کشور در تولید خیار در جهان دارای مقام دوم، بادام مقام چهارم، سیب مقام پنجم گیلاس سوم، انجیر مقام سوم، پسته مقام اول، طالبی مقام چهارم، گردو مقام چهارم، زردآلو مقام دوم، خرما مقام دوم، نخود مقام چهارم، هندوانه مقام پنجم، می‌باشد.
پس از انقلاب ۱۳۵۷، در کاوش‌های کارشناسان غربی در بخش کشاورزی ایران وقفه‌ای ایجاد گردید اما پس از مدتی دوباره کاوش‌ها ادامه یافت.
بر اساس گزارشی در بی‌بی‌سی فارسی در ژوئن ۲۰۱۵، «مدیریت خام‌دستانهٔ منابع آب» و دستکاری‌هایی چون سدسازی بی‌رویه و بهره‌گیری زیاد از منابع آب، کشاورزی این کشور را تهدید کرده‌است و از لزوم تعطیلی بخش بزرگی از کشاورزی ایران نوشت. دیدگاه مخالف این، می‌گفت که نیازی به چنین تعطیلی نبوده و با دگرگونی الگوی کشت و اصلاح روش آبیاری، می‌شود کشاورزی ایران را در همان سطح نگه داشت. با این حال، در ادامه اعلام شد که در بهترین شرایط نیز «دست کم چهل درصد از کشاورزی ایران بختی برای بقا ندارد».
بر پایهٔ گزارشی در اسفند ۱۳۹۸، کشاورزی ایران با سه چالش کاهش یافتن سطح زیر کشت، نیاز به الگوی کشت درخور و نیاز به هماهنگی با تغییرهای اقلیمی روبه‌رو شده‌است. همچنین در این گزارش اعلام شد که دولت این دوره در معرفی کردن کشت جایگزین به کشاورزان، ناتوان بوده‌است.
خشک‌سالی در این دوره بخشی بزرگ از کارایی و توان کشاورزی را از بین برد؛ به گونه‌ای که بسیاری از روستاهای این کشور که به عنوان قطب کشاورزی و دامپروری شناخته شده بودند، با توجه به بی‌آبی مجبور شدند که به سوی روستاهای پرآب‌تر و شهرها مهاجرت کنند. مرکز پژوهش‌های مجلس شورای اسلامی در این باره اعلام کرده‌است که با گسترش یافتن خشکسالی در ایران، دوسوم این کشور به مناطق بیابانی تبدیل گشته‌است. گزارشی در سال ۱۳۹۴ در اقتصاد آنلاین می‌گفت: «در کمتر از ۱۰ تا ۱۵ سال، ۷۰ درصد آب‌های زیرزمینی ایران که طی هزاران سال ذخیره شده، مصرف شده و اکنون فقط ۳۰ درصد این ذخایر باقی مانده‌اند». این گزارش، محدودیت شدید آب، پایین بودن سطح ابزار و ادوات کشاورزی ایران و عدم بهره‌گیری از روش‌های به‌روز و سیستم‌های مکانیزاسیون را از مشکلات کشاورزی در ایران دانست. همچنین به بی‌سوادی یک‌سوم از کشاورزان اشاره کرد و نوشت بخش کشاورزی ایران بالای ۵۰ سال دارند.